# Serração da velha
A serração da velha é uma antiga tradição popular, integrada nos rituais de passagem, ligada ao simbolismo da regeneração e renovação. A tradição tem lugar durante o Carnaval em alguns lugares do Brasil e de Portugal.
Em algumas localidades é uma boneca em forma de velha que é carregada para o local onde vai ser serrada. Em Tourém um grupo de rapazes levando chocalhos de vacas fazem uma grande algazarra à frente da casa das mulheres mais velhas do local até que lhes seja dado uma velha de palha que eles depois enfiam em paus e vão queimar fora da aldeia.
Um folião ou grupo de foliões serra uma tábua, fingindo ser uma velha — esta pode ser "interpretada" por um outro folião, que aos berros pede para não ser serrada. O povo acompanha a encenação com gritos de "Serra a velha, serra a velha!"
Tradições semelhantes encontram-se com o nome de Marena na Moravia, Marzana na Polónia e na Silesia, Smrt na Bohemia, Smerc entre os wendes, noutras lugares é conhecida como Muriena ou Mamurienda.